# George Borrow

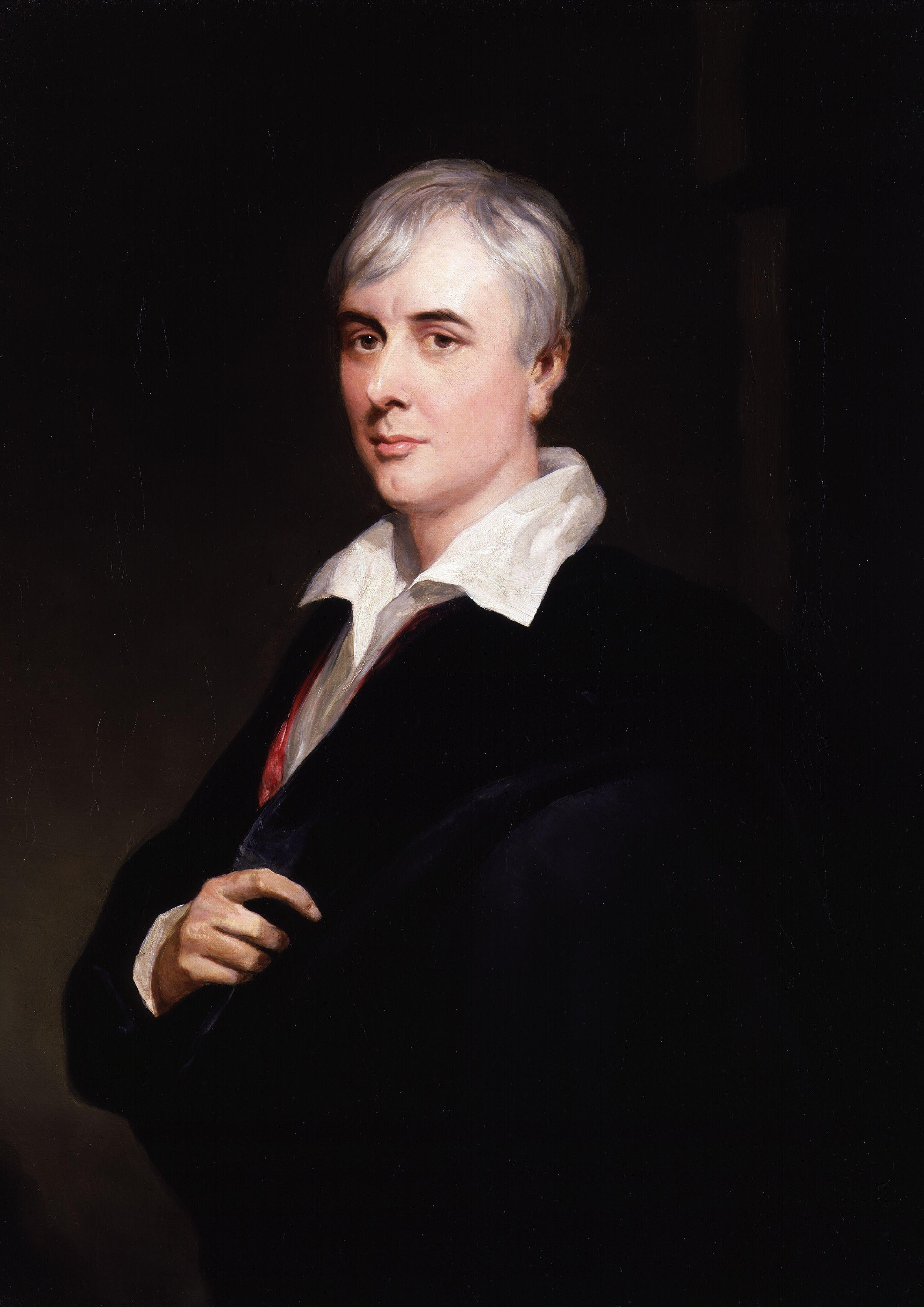

George Henry Borrow (Dereham Norfolk Engeland, 5 juli 1803 – Lowestoft, Waveney, Engeland 26 juli 1881) was een Engels schrijver. Zijn reisromans zijn gebaseerd op zijn eigen ervaringen op reizen door Europa. Hij ontwikkelde een grote affiniteit met Romani die veelvuldig in zijn werk figureren.
Zijn bekendste werken zijn The Bible in Spain, Lavengro: The Scholar, the Gypsy, the Priest en The Romany Rye, een autobiografische roman over zijn tijd bij Engelse Romani.

## Enkele werken
- The Zincali (1841)
- The Bible in Spain (1843)
- Lavengro (1851)
- The Romany Rye (1857)
- Wild Wales (1862)
- Romano Lavo-lil (1874)